# Douceur du vin

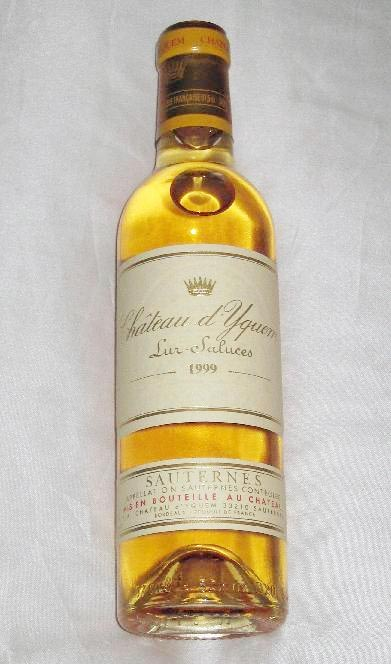
Une demi-bouteille de Sauternes du Château d'Yquem, qui produit l'un des vins doux les plus célèbres et les plus chers au monde

La douceur subjective d'un vin est déterminée par l'interaction de plusieurs facteurs, y compris la quantité de sucre dans le vin, mais aussi les niveaux relatifs d'alcool, d'acides et de tanins. Les sucres et l'alcool augmentent la douceur du vin ; les acides (acidité) et les tanins amers la neutralisent. Ces principes sont décrits dans le travail de 1987 par Émile Peynaud, Le goût du vin.

## Histoire
Vintage: L'histoire du vin, par Hugh Johnson, présente plusieurs méthodes qui ont été utilisées tout au long de l'histoire pour sucrer le vin. Le moyen le plus courant était de récolter les raisins le plus tard possible. Cette méthode a été préconisée par Virgile et Martial à l'époque romaine. En revanche, les anciens Grecs récoltaient les raisins tôt pour conserver une partie de leur acidité, puis les laissaient au soleil pendant quelques jours pour leur permettre de se ratatiner et de concentrer le sucre. En Crète, un effet similaire a été obtenu en tordant les tiges du raisin pour les priver de sève et en les laissant sécher sur la vigne - une méthode qui a produit le passum et l'équivalent italien moderne, le Passito.
L'arrêt de la fermentation a également amélioré la douceur potentielle d'un vin. Dans les temps anciens, cela a été réalisé en submergeant les amphores dans de l'eau froide jusqu'à l'hiver .
Le vin peut également être sucré par l'ajout de sucre sous une forme ou une autre, une fois la fermentation terminée (cf. méthode allemande comme le Süssreserve). À l'époque romaine, cela se faisait en préparant du mulsum, vin fraîchement sucré au miel et aromatisé aux épices, utilisé comme apéritif, ainsi que dans la fabrication du conditum, qui avait des ingrédients similaires mais mûri et stocké avant sa consommation.

## Sucre résiduel

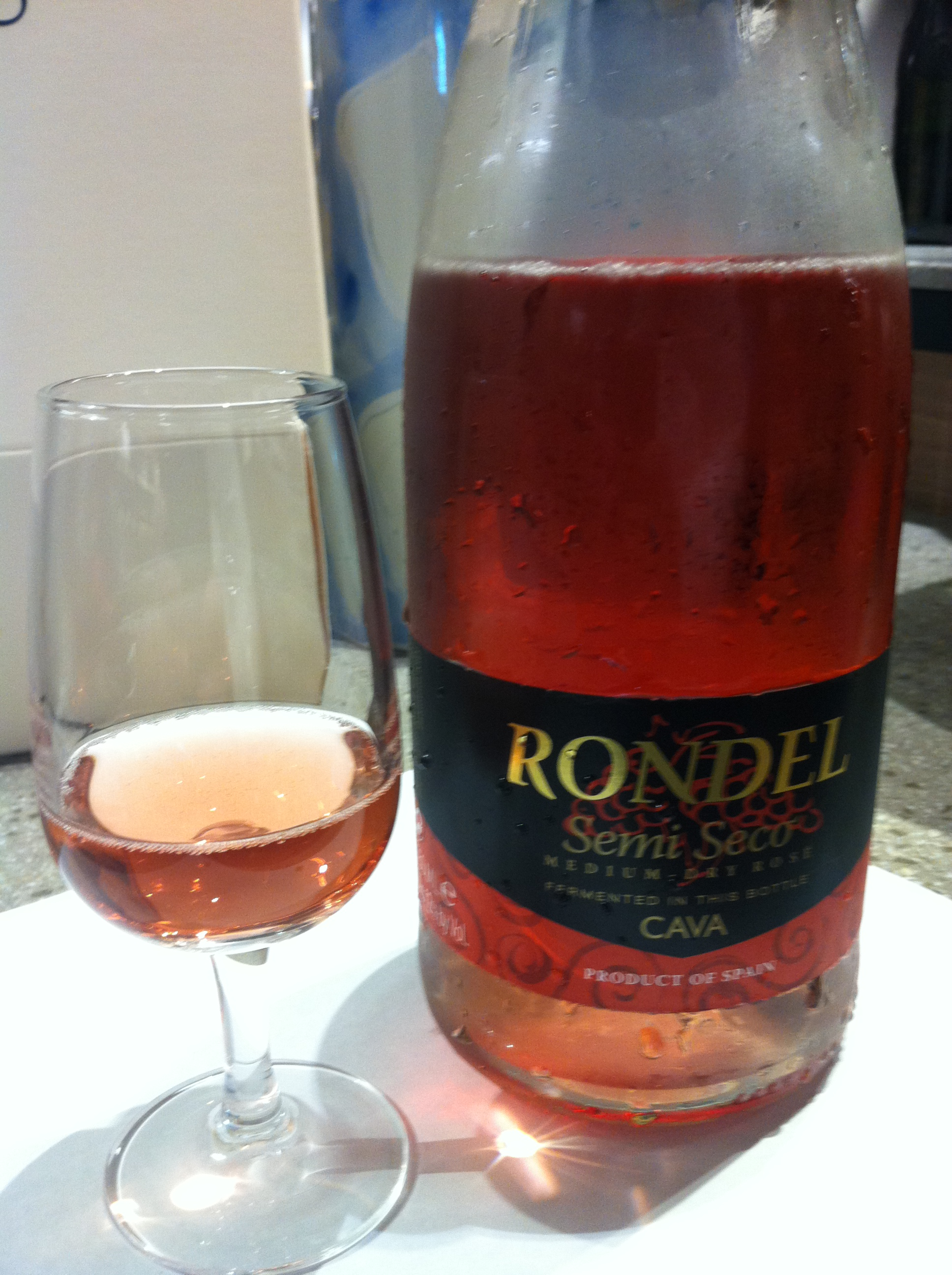
Un cava espagnol avec son niveau de douceur (semi-seco) inscrit sur l'étiquette.

Parmi les composants influant sur le goût sucré d’un vin, le sucre résiduel est l'un des plus significatifs. Il est généralement mesuré en grammes de sucre par litre de vin, souvent abrégé en g/l. Le sucre résiduel se réfère généralement au sucre restant après l'arrêt ou la cessation de la fermentation, mais il peut également résulter de l'ajout de moût non fermenté (technique pratiquée en Allemagne et connue sous le nom de Süssreserve) ou de sucre de table ordinaire.
Même parmi les vins les plus secs, il est rare de trouver des vins avec une teneur inférieure à 1 g/l, en raison de la fragilité de certains types de sucres, tels que le pentose[réf. nécessaire]. En revanche, tout vin de plus de 45 g/l est considéré comme sucré, même si de nombreux grands vins sucrés ont des niveaux beaucoup plus élevés. Par exemple, les grands millésimes de Château d'Yquem contiennent entre 100 et 150 g/l de sucre résiduel. La forme la plus douce du Tokaj, l'Eszencia - contient plus de 450 g/l, avec des millésimes exceptionnels enregistrant 900 g/l. Ces vins sont équilibrés, ce qui les empêche de devenir trop sucrés, grâce à une utilisation rigoureuse de l'acidité. Cela signifie que les meilleurs vins doux sont fabriqués avec des cépages qui conservent leur acidité même à des niveaux très élevés de maturité, tels que le riesling et le chenin blanc.
Le goût sucré d'un vin est également influencé par des facteurs tels que l'acidité et le taux d'alcool, la quantité de tanin présent et le caractère pétillant ou non du vin. Un vin doux tel qu'un Vouvray peut en fait avoir un goût sec en raison du haut niveau d'acidité. Un vin sec peut avoir un goût sucré si le taux d'alcool est élevé. De nombreux consommateurs estiment que les vins moelleux et doux sont de qualité inférieure à celle des vins secs. Cependant, beaucoup des grands vins du monde, tels que ceux de Sauternes (y compris Barsac) ou du Tokaj, ont un niveau élevé de sucre résiduel, qui est soigneusement équilibré avec une acidité supplémentaire pour produire un résultat harmonieux.

## Süssreserve

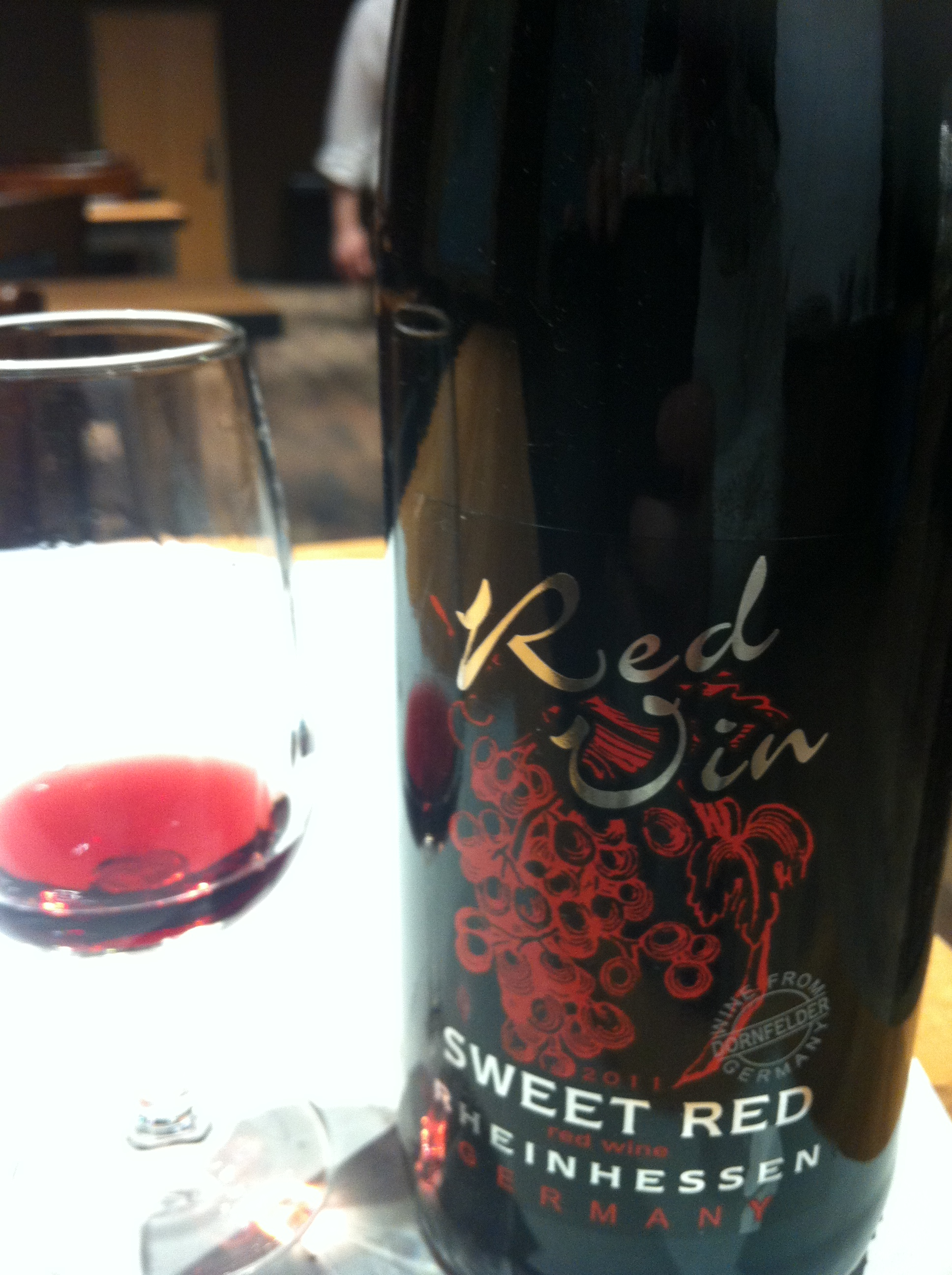
Un vin rouge allemand étiqueté comme doux.

Süssreserve (allemand : Süßreserve, qui signifie littéralement "réserve sucrée") est un terme de vin se rapportant à une portion de moût de raisin non fermenté sélectionné, exempte de micro-organismes, à ajouter au vin en tant que composant sucrant. Cette technique a été développée en Allemagne et est utilisée avec des vins de style allemand tels que le Riesling moelleux ou le Müller-Thurgau . La technique augmente non seulement le niveau de sucre du vin, mais diminue également la quantité d'alcool. En droit allemand, le jus réservé ne peut pas contenir plus de quinze pour cent du volume final du vin . Cette pratique est également autorisée pour le Prädikatswein, le plus haut niveau de la classification des vins allemands. Il est souvent utilisé pour les Kabinett et Spätlese moelleux, mais plus rarement pour les Auslese et les ascendants.
L'utilisation de Süssreserve donne une composition différente de sucres dans le vin par rapport à la fermentation arrêtée. Le moût de raisin contient principalement les sucres glucose et fructose. Lorsque le vin fermente, le glucose est fermenté plus rapidement que le fructose. Ainsi, l'arrêt de la fermentation quand une partie importante des sucres fermentés donne un vin dont le sucre résiduel est principalement constitué de fructose, tandis que l'utilisation de Süssreserve donnera un vin dont la douceur provient d'un mélange de glucose et de fructose.

## Termes utilisés pour indiquer la douceur du vin

### Termes de l'Union européenne pour le vin
Selon le règlement européen 753/2002 ,, les termes suivants peuvent être utilisés sur les étiquettes des vins de table et des vins de qualité (la liste suivante comprend également les traductions vers des langues non communautaires et non mentionnées dans la directive UE):
|                                          | Sec                                                         | Demi sec                                                      | Moelleux                             | Doux              |
| Douceur                                  | jusqu'à 4 g/l                                               | jusqu'à 12 g/l                                                | jusqu'à 45 g/l                       | plus de 45 g/l    |
| Si équilibré avec une acidité appropriée | jusqu'à 9 g/l si l'acidité tartrique est inférieure à 2 g/l | jusqu'à 18 g/l si l'acidité tartrique est inférieure à 10 g/l |                                      |                   |
| Afrikaans                                | droog                                                       | semi-droog                                                    | semi-soet                            | soet              |
| Allemand                                 | trocken                                                     | halbtrocken                                                   | lieblich                             | süß               |
| Anglais                                  | dry                                                         | medium dry, off-dry                                           | medium, medium sweet, semi-sweet     | sweet             |
| Bosnien/Croate                           | suho                                                        | polusuho                                                      | poluslatko                           | slatko            |
| Bulgare                                  | сухо                                                        | полусухо                                                      | полусладко                           | сладко            |
| Chinois                                  | 干葡萄酒                                                    | 半干葡萄酒                                                    | 半甜葡萄酒                           | 甜葡萄酒          |
| Danois                                   | tør                                                         | halvtør                                                       | halvsød                              | sød               |
| Espagnol                                 | seco                                                        | semiseco                                                      | semidulce                            | dulce             |
| Estonien                                 | kuiv                                                        | poolkuiv                                                      | poolmagus                            | magus             |
| Finlandais                               | kuiva                                                       | puolikuiva                                                    | puolimakea                           | makea             |
| Français                                 | sec                                                         | demi-sec                                                      | moelleux                             | liquoreux         |
| Georgien                                 | მშრალი (mshrali)                                            | ნახევრად მშრალი (nakhevrad mshrali)                           | ნახევრად ტკბილი (nakhevrad t'k'bili) | ტკბილი (t'k'bili) |
| Grec                                     | ξηρός                                                       | ημίξηρος                                                      | ημίγλυκος                            | γλυκός            |
| Hongrois                                 | száraz                                                      | félszáraz                                                     | félédes                              | édes              |
| Italien                                  | secco, asciutto                                             | abboccato                                                     | amabile                              | dolce             |
| Japonais                                 | 辛口                                                        | やや辛口                                                      | やや甘口                             | 甘口              |
| Letton                                   | sausais                                                     | pussausais                                                    | pussaldais                           | saldais           |
| Lituanien                                | sausas                                                      | pusiau sausas                                                 | pusiau saldus                        | saldus            |
| Néerlandais                              | droog                                                       | halfdroog                                                     | halfzoet                             | zoet              |
| Persan                                   | gass (گس)                                                   | nimegass (نیمه‌گس)                                             | nimeshirin (نیمه‌شیرین)               | shirin (شیرین)    |
| Polonais                                 | wytrawne                                                    | półwytrawne                                                   | półsłodkie                           | słodkie           |
| Portugais                                | seco                                                        | meio seco, adamado                                            | meio doce                            | doce              |
| Roumain                                  | sec                                                         | demisec                                                       | demidulce                            | dulce             |
| Russe                                    | сухое                                                       | полусухое                                                     | полусладкое                          | сладкое           |
| Serbe                                    | suvo                                                        | polusuvo                                                      | poluslatko                           | slatko            |
| Slovaque                                 | suché                                                       | polosuché                                                     | polosladké                           | sladké            |
| Slovène                                  | suho                                                        | polsuho                                                       | polsladko                            | sladko            |
| Suédois                                  | torrt                                                       | halvtorrt                                                     | halvsött                             | sött              |
| Tchèque                                  | suché                                                       | polosuché                                                     | polosladké                           | sladké            |
| Turc                                     | sek                                                         | dömisek                                                       | yarıtatlı                            | tatlı             |
| Ukrainien                                | сухе                                                        | напівсухе                                                     | напівсолодке                         | солодке           |

### Termes de l'Union européenne pour le vin mousseux

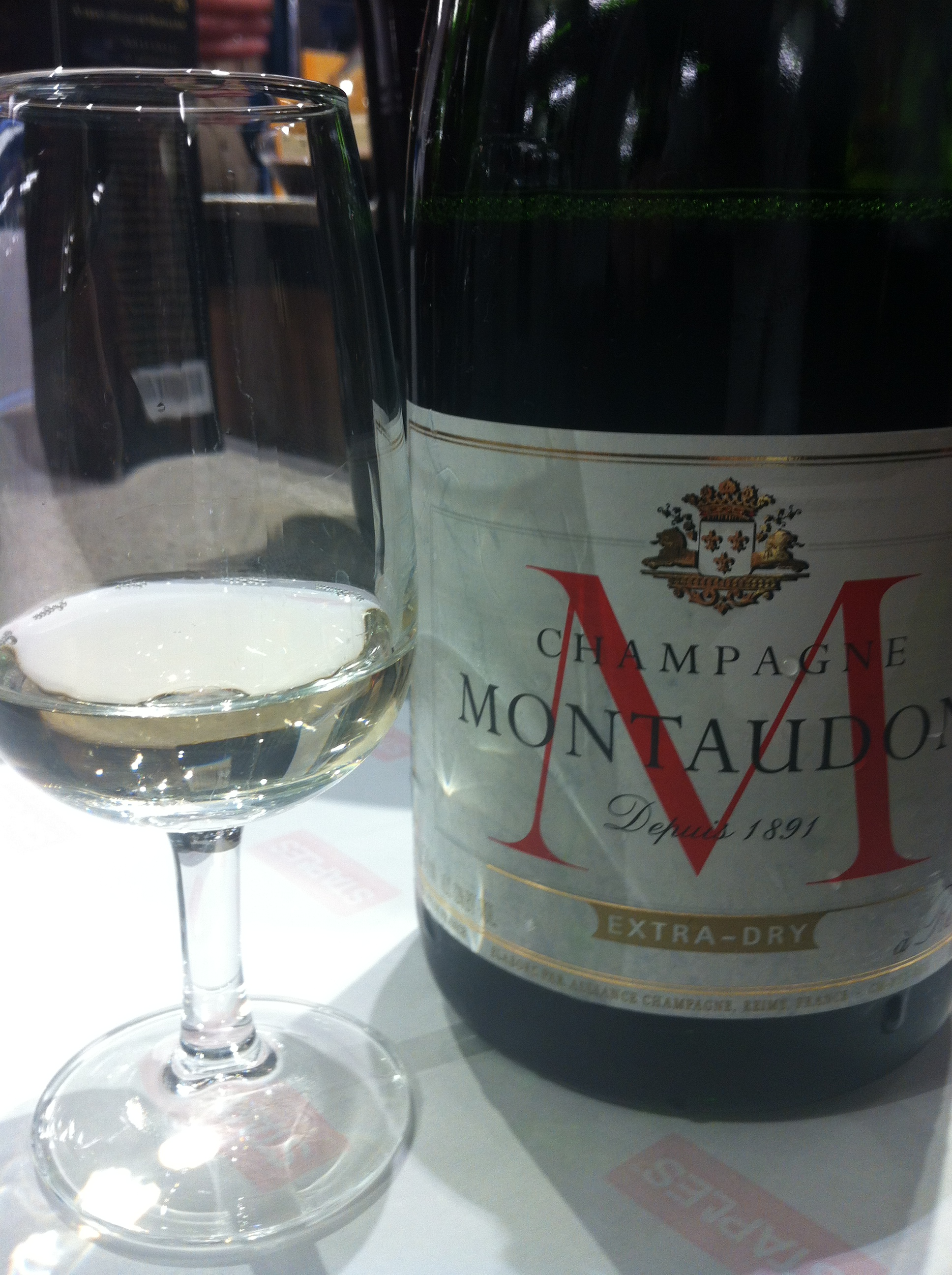
Un Champagne Extra Dry

Les vins mousseux sont notés conformément au règlement (CE) no 607/2009 de la Commission du 14 juillet 2009:
| Mention                          | Teneur en sucre (en g/l) |
| -------------------------------- | ------------------------ |
| Brut Nature (sans sucre ajouté)  | 0–3                      |
| Extra Brut                       | 0–6                      |
| Brut                             | 0–12                     |
| Extra Dry, Extra Sec, Extra seco | 12–17                    |
| Dry, Sec, Seco                   | 17–32                    |
| Demi-sec, Semi-seco              | 32–50                    |
| Doux, Sweet, Dulce               | 50+                      |

L'article 58 précise que "la teneur en sucre ne peut pas différer de plus de 3 g/l par rapport à la mention figurant sur l'étiquette du produit", il existe donc une marge de manœuvre. Par exemple, un vin mousseux avec 9 g/l de sucre résiduel peut être étiqueté comme étant soit le plus sec, le moins sucré, avec la mention Extra Brut (car 9 - 3 = 6 g/l), ou la mention légèrement plus douce de Brut ou même Extra Dry / Extra Sec / Extra Seco (car 9 + 3 = 12 g/l).
Les règles applicables aux étiquetages avant le 14 juillet 2009 étaient les suivantes :
| Mention                          | Teneur en sucre (en g/l) |
| -------------------------------- | ------------------------ |
| Brut Nature (sans sucre ajouté)  | 0–3                      |
| Extra Brut                       | 0–6                      |
| Brut                             | 0–15                     |
| Extra Dry, Extra Sec, Extra seco | 12–20                    |
| Dry, Sec, Seco                   | 17–35                    |
| Demi-sec, Semi-seco              | 33–50                    |
| Doux, Sweet, Dulce               | 50+                      |

## Pays producteurs de vin

### Autriche
En Autriche, l'échelle de Klosterneuburger Mostwaage (KMW) est utilisée. L'échelle est divisée en Klosterneuburger Zuckergrade (° KMW) et très similaire à l'échelle d'Oechsle (1 ° KMW = ~ 5 ° Oe). Cependant, le KMW mesure la teneur en sucre exacte du moût.

### Canada
Au Canada, l'industrie du vin mesure le goût du vin en grammes de saccharose dans 100 grammes de jus de raisin ou de moût de raisin à 20 °C en degrés Brix .

### République tchèque et Slovaquie
En République tchèque et en Slovaquie, l'échelle Normalizovaný Moštoměr (° NM) est utilisée. L'échelle mesure en kg de sucre pour 100 l de moût. CSN et STN 257621 - 1.3.1987

### France
En France, l'échelle Baumé est occasionnellement utilisée. La mention Sélection de Grains Nobles (SGN) est française et fait référence à des vins issus de raisins affectés par la pourriture noble. Les vins de SGN sont des vins liquoreux aux arômes riches et concentrés. Les vins d'Alsace ont été les premiers à être décrits comme Sélection de Grains Nobles, avec la mention légale introduite en 1984 . Le terme est également utilisé dans d'autres régions viticoles de France, comme la Loire.
| Cépages                   | SGN depuis 2001                                | SGN avant 2001                      |
| ------------------------- | ---------------------------------------------- | ----------------------------------- |
| Gewürztraminer Pinot Gris | 279 g/l ou 18.2% d'alcool potentiel ou 128 °Oe | 16.4% d'alcool potentiel ou 117 °Oe |
| Riesling Muscat           | 256 g/l ou 16.4% d'alcool potentiel ou 117 °Oe | 15.1% d'alcool potentiel ou 108 °Oe |

### Allemagne
En Allemagne, la douceur du moût ou du vin est mesuré avec l'échelle d'Oechsle et, ci-dessous, les fourchettes de poids minimums obligatoires du Riesling, selon la région.
- Kabinett - 67–82 ° Oe
- Spätlese - 76–90 ° Oe
- Auslese - 83–100 ° Oe
- Beerenauslese et Eiswein - 110–128 ° Oe (l'Eiswein est produit en vendanges tardives après avoir été gelé sur la vigne et pas nécessairement affecté par la pourriture noble, le botrytis, ce qui est le cas avec le Beerenauslese)
- Trockenbeerenauslese - 150-154 ° Oe (affecté par le botrytis)

### Hongrie
En Hongrie, la région viticole de Tokaj (ou Tokaj-Hegyalja) a une terminologie plus graduée pour décrire les vins liquoreux Tokaj:
| Sucre résiduel minimum (en g/l) | Description   |
| ------------------------------- | ------------- |
| 60                              | 3 puttonyos   |
| 90                              | 4 puttonyos   |
| 120                             | 5 puttonyos   |
| 150                             | 6 puttonyos   |
| 180                             | Aszú-Eszencia |
| 450+                            | Eszencia      |

### Espagne
En Espagne, les règles applicables aux dénominations d'origine Montilla-Moriles et de Jerez-Xérès-Sherry , sont les suivantes :
| Type de vin fortifié | % alcool | Teneur en sucre (en g/l) |
| -------------------- | -------- | ------------------------ |
| Fino                 | 15-17    | 0–5                      |
| Manzanilla           | 15-17    | 0–5                      |
| Amontillado          | 16-17    | 0–5                      |
| Palo cortado         | 17-22    | 0–5                      |
| Oloroso              | 17-22    | 0–5                      |
| Dry                  | 15-22    | 5–45                     |
| Pale Cream           | 15.5-22  | 45–115                   |
| Medium               | 15-22    | 5–115                    |
| Cream                | 15.5-22  | 115-140                  |
| Pedro Ximénez        | 15-22    | 212+                     |
| Moscatel             | 15-22    | 160+                     |
| Dulce / Sweet        | 15-22    | 160+                     |

### États-Unis
Aux États-Unis, l'industrie du vin mesure la douceur du moût et du vin en degrés Brix.

## Correspondance entre les différentes échelles de mesure
Toutes les échelles précitées et présentées ci-dessous sont comparables, les différences étant plus culturelles que significatives. Elles sont toutes aussi valides les que les autres pour mesurer la densité du moût de raisin et d'autres liquides sucrés. Néanmoins, les relier les unes aux autres par des formules mathématiques ne peut être qu'assez compliqué. De ce fait, on trouve plutôt des tableaux donnant la correspondance entre elles :
| Densité à 20 °C | Indice de réfraction ou °Brix | Échelle Oechsle | Échelle KMW ou Babo | Échelle Baumé | Teneur en sucres | Alcool potentiel |
| --------------- | ----------------------------- | --------------- | ------------------- | ------------- | ---------------- | ---------------- |
| (sans unité)    | % masse                       | °Oe             | KMw                 | °Bé           | g/l              | % vol.           |
| 1,0371          | 10                            | 37,1            | 7,61                | 5,2           | 82,3             | 4,9              |
| 1,0412          | 11                            | 41,2            | 8,48                | 5,7           | 92,9             | 5,5              |
| 1,0454          | 12                            | 45,4            | 9,34                | 6,3           | 103,6            | 6,2              |
| 1,0495          | 13                            | 49,5            | 10,19               | 6,8           | 114,3            | 6,8              |
| 1,0538          | 14                            | 53,8            | 11,07               | 7,4           | 125,1            | 7,4              |
| 1,0580          | 15                            | 58,0            | 11,93               | 7,7           | 134,9            | 8,1              |
| 1,0600          | 15,4                          | 60,0            | 12,35               | 8,2           | 140,0            | 8,4              |
| 1,0623          | 16                            | 62,3            | 12,82               | 8,5           | 147,0            | 8,7              |
| 1,0650          | 16,62                         | 65,0            | 13,37               | 8,8           | 154,0            | 9,14             |
| 1,0666          | 17                            | 66,6            | 13,70               | 9,0           | 158,1            | 9,40             |
| 1,0700          | 17,77                         | 70,0            | 14,40               | 9,0           | 166,8            | 9,91             |
| 1,0710          | 18                            | 71,0            | 14,60               | 9,6           | 169,3            | 10,10            |
| 1,0754          | 19                            | 75,4            | 15,51               | 10,1          | 180,5            | 10,70            |
| 1,0800          | 20                            | 80,0            | 16,46               | 10,7          | 191,9            | 11,40            |
| 1,0842          | 21                            | 84,2            | 17,33               | 11,2          | 203,3            | 12,10            |
| 1,0886          | 22                            | 88,6            | 18,23               | 11,8          | 214,8            | 12,8             |
| 1,0900          | 22,3                          | 90,0            | 18,52               | 12,0          | 218,5            | 13,00            |
| 1,0932          | 23                            | 93,2            | 19,18               | 12,3          | 226,4            | 13,50            |
| 1,0950          | 23,4                          | 95,0            | 19,55               | 12,5          | 231,0            | 13,72            |
| 1,0978          | 24                            | 97,8            | 20,12               | 12,9          | 238,2            | 14,20            |
| 1,1000          | 24,43                         | 100,0           | 20,57               | 13,1          | 243,1            | 14,45            |
| 1,1029          | 25                            | 102,9           | 21,17               | 13,5          | 249,7            | 14,80            |
| 1,1050          | 25,45                         | 105,0           | 21,60               | 13,7          | 254,9            | 15,15            |
| 1,1075          | 26                            | 107,5           | 22,12               | 14,0          | 261,1            | 15,50            |
| 1,1100          | 26,51                         | 110,0           | 22,63               | 14,3          | 267,3            | 15,9             |
| 1,1124          | 27                            | 112,4           | 23,13               | 14,6          | 273,2            | 16,20            |
| 1,1150          | 27,56                         | 115,0           | 23,66               | 14,8          | 279,6            | 16,61            |
| 1,1170          | 28                            | 117,0           | 24,07               | 15,1          | 284,6            | 16,90            |
| 1,1200          | 28,61                         | 120,0           | 24,69               | 15,5          | 292,0            | 17,35            |
| 1,1219          | 29                            | 121,9           | 25,08               | 15,7          | 296,7            | 17,60            |
| 1,1250          | 29,63                         | 125,0           | 25,72               | 16,0          | 304,4            | 18,08            |
| 1,1268          | 30                            | 126,8           | 26,09               | 16,2          | 308,8            | 18,40            |
| 1,1300          | 30,66                         | 130,0           | 26,75               | 16,6          | 316,8            | 18,82            |
| 1,1316          | 31                            | 131,6           | 27,08               | 16,8          | 320,8            | 19,10            |
| 1,1350          | 31,70                         | 135,0           | 27,78               | 17,1          | 329,2            | 19,56            |
| 1,1365          | 32                            | 136,5           | 28,09               | 17,3          | 332,9            | 19,80            |
| 1,1416          | 33                            | 141,6           | 29,14               | 17,9          | 345,7            | 20,50            |
| 1,1465          | 34                            | 146,5           | 30,14               | 18,4          | 357,7            | 21,30            |